# Sanford B. Dole
Sanford Ballard Dole (San Francisco de Macorís, 23 de abril de 1844 – Honolulu, 9 de junho de 1926) foi um político e jurista do Hawaii enquanto reino, protetorado, república e território.

## Vida
Sanford Dole veio de uma família de missionários protestantes brancos que imigraram da Nova Inglaterra. Seu primo era o magnata do abacaxi James Dole, que mais tarde sucedeu à família e também emigrou para o Havaí. Sanford Dole, portanto, pertencia à rica e elitista comunidade de imigrantes, que desempenhou um papel político proeminente no Havaí. Como advogado de sucesso e amigo do rei Kalākaua e da rainha Liliʻuokalani, ele buscou e promoveu o objetivo de ocidentalizar a cultura e a sociedade havaiana.
Sanford Dole participou de uma derrubada de empresários e proprietários de plantações em 1887, quando o rei Kalākaua foi forçado a assinar a chamada Constituição da Baioneta, escrita por Lorrin Thurston, a ser reconhecida como a nova constituição havaiana. Isso resultou na perda do direito de voto para todos os residentes asiáticos. Para os havaianos nativos, o direito de voto agora estava vinculado a uma determinada renda e riqueza, o que limitava o círculo desses eleitores. Na verdade, isso mudou a influência política sobre os imigrantes europeus. Além disso, essa constituição limitava o poder do monarca e o transferia para o Conselho Privado, o gabinete real. O próprio Sanford Dole se tornou um dos três juízes da Suprema Corte do Reino do Havaí após o rei Kalākaua nomeado.
Depois que a rainha Liliʻuokalani tentou em vão revisar as mudanças introduzidas pela constituição de 1887, um chamado Comitê de Segurança assumiu o poder no reino em 17 de janeiro de 1893. No dia seguinte, 17 de julho de 1893, foi publicado o Relatório Blount encomendado pelo presidente dos Estados Unidos Grover Cleveland, que avaliou os eventos de janeiro daquele ano. Ele concluiu que a aquisição do Comitê de Segurança era ilegal.
No mesmo dia, foi formado o Governo Provisório do Havaí, que assumiu o governo do país. A presidência desse Governo Provisório, que incluía muitos membros do antigo Comitê de Segurança, foi aceita com relutância por Sanford Dole. Com efeito, isso acabou com a existência do Reino do Havaí. Os membros do Governo Provisório originalmente esperavam por uma conexão rápida entre o Havaí e os Estados Unidos. Grover Cleveland, entretanto, pediu a reintegração da Rainha Liliʻuokalani em troca de uma anistia de todos os envolvidos no golpe de janeiro de 1893. Como a rainha se recusou a conceder a anistia, o governo provisório de Sanford Dole também se recusou a restabelecê-la. Uma investigação adicional sobre os eventos de janeiro de 1893 foi então encomendada. O Relatório Morgan publicado em 26 de fevereiro de 1894 chegou à conclusão de que o golpe era legítimo, afinal. Como resultado, o Governo Provisório convocou uma assembleia constituinte. Em 4 de julho de 1894, a República do Havaí foi finalmente proclamada, cujo primeiro e único presidente foi Sanford Dole.
Como presidente do Havaí, Sanford Dole perseguiu o objetivo político da anexação do Havaí aos Estados Unidos da América e iniciou os preparativos apropriados. Durante seu mandato, ele foi responsável pelo processo de elaboração da Constituição Havaiana de 1894 e também teve que se defender de várias tentativas destinadas a restaurar a monarquia - incluindo a rebelião Wilcox armada em 1895. Sanford Dole finalmente atingiu seu objetivo com a Resolução de Newlands, que foi ratificada pelos Estados Unidos em 7 de julho de 1898 e levou à cessão formal do poder em 18 de agosto.
A partir de 14 de junho de 1900, o Havaí se tornou um território dos Estados Unidos após a aprovação da Lei Orgânica, e Sanford Dole foi nomeado seu primeiro governador. No entanto, ele renunciou ao cargo já em 1903 para assumir o cargo de juiz no Tribunal Distrital Federal do Havaí. Ele trabalhou lá até 1915.

Em 9 de junho de 1926, Sanford Dole morreu após uma série de ataques cardíacos. Em 1956, uma escola no Havaí foi nomeada em sua homenagem.